# Sunašca
Sunašca (lat. Heliozoa), slatkovodni organizmi kuglastog tijela sa zrakastim nastavcima nalik sičušnim sunašcima, pa joj otuda i ime. Sunašca su sa zrakašima (Radiolaria) ranije klasificirani u razred zrakastonoge (Actinopoda), i koljenu Protozoa, dok Hausmann et al. (2003) zrakastonoge sa sunašcima vodi pod Eukaryota incertae sedis. Prema WoRMS–u Heliozoa su koljeno u podcarstvu Hacrobia i carstvu Chromista.
Grabežljivci su koji se hrane praživotinjama, algama i kolnjacima po slatkovodnim tekućim i stajaćim vodama. Razmnožavaju se spolno i nespolno. Na početku života sastoje se od samo jedne jezgre a kasnije ih imaju više. 

## Vanjske poveznice
|  | Zajednički poslužitelj ima još gradiva o temi Heliozoa |
|  | Wikivrste imaju podatke o taksonu Heliozoa             |